# دهنو سفلی (نهاوند)
دهنو سفلی (نهاوند)، روستایی از توابع بخش مرکزی شهرستان نهاوند در استان همدان ایران است.

## جمعیت
این روستا در دهستان شعبان قرار دارد و براساس سرشماری مرکز آمار ایران در سال ۱۳۹۵، جمعیت آن ۵۶۴ نفر (۱۶۵خانوار) بوده‌است.